# De Imperatoribus Romanis
De Imperatoribus Romanis (DIR) es una enciclopedia en línea revisada por pares que trata sobre los emperadores del Imperio Romano, incluyendo el Imperio bizantino. Fue establecida en 1996 por Michael DiMaio y alojada por la Universidad Salve Regina. El Cambridge companion to the Age of Constantine dice que: «ofrece descripciones generales [...] y una bibliografía actualizada».